# Enano con un perro
Enano con un perro o Retrato de bufón con perroy también Don Antonio "el Inglés", es una pintura realizada al óleo sobre lienzo hacia 1650, conservada en el Museo del Prado en Madrid.

## Historia
El cuadro se recoge como obra de Diego Velázquez en los inventarios de la colección real, redactados a lo largo del siglo XVIII. Autoría que fue puesta en duda en 1925 por Juan Allende Salazar, para quien podría tratarse de una obra de Juan Carreño de Miranda. Posteriormente Kurt Gerstemberg relacionó el retrato con la pintura de Juan Bautista Martínez del Mazo, señalando la estrecha semejanza entre la perra aquí retratada y el mastín que aparece en la Cacería del tabladillo, obra segura de Mazo conservada también en el Museo del Prado. Excluida del catálogo de obras de Velázquez por José López-Rey y Jonathan Brown conforme al parecer de la mayor parte de la crítica especializada, tiende a considerarse obra del taller de Velázquez, o sencillamente influida por él en lo que a su técnica se refiere pero apuntando a la vez incorrecciones en su ejecución, por ejemplo en la concepción del espacio.

## Descripción
El retrato representa a un enano o bufón de la corte elegantemente vestido con traje de color ocre y bordados dorados, con paños blancos de encaje en cuello y puños, el sombrero en una mano y espada al cinto, junto a una perra mastín casi de su tamaño para subrayar su pequeñez. Tratándose del retrato de un hombre de placer puede recordar otros retratos semejantes de Velázquez, quien pintó varios bufones y enanos de la corte de Felipe IV, como El bufón don Diego de Acedo.
Pedro de Madrazo sostuvo que podría tratarse del bufón llamado don Antonio "el Inglés", cedido a Felipe III por el duque de Windsor, suposición que fue descartada por José Moreno Villa quien pudo demostrar que "el Inglés" había fallecido antes de 1617, fecha que desentona con la técnica empleada en la ejecución del lienzo y con la propia indumentaria del retratado. El mismo Moreno Villa propuso por dichos motivos su identificación con Antonio Mascareli, enano genovés documentado en la corte entre 1673 y 1693, varios años después de muerto Velázquez.
La obra, de concepción velazqueña en su composición y al parecer inacabada, está ejecutada con pincelada suelta y pastosa a la manera de Velázquez pero con trazos más breves y descuidados de lo que es habitual en el maestro. 